# 포도르 러이문드
포도르 러이문드(헝가리어: Fodor Rajmund, 1976년 2월 21일~)는 헝가리의 수구 선수, 지도자로 선수 시절 포지션은 레프트이다. 헝가리 수구 국가대표팀의 일원으로 올림픽에 3회 참가하였으며 2000년과 2004년 하계 올림픽에서 금메달을 획득했다.